# 佐賀県 (曲)
「佐賀県」（さがけん）は、はなわのシングル。

## 概要
自身の出身地である佐賀県について、「クラスの半分が同じ床屋に通い、残りの半分は母親に髪を切ってもらう」「出かけるときに鍵をかける習慣が無く、隣のおばさんが無断で入って来る」「ほぼ田んぼと民家しかないのでバス停の名前が『◯◯さん家前』」「県のキャッチコピーの文言さえネガティブ」「出身の著名人が公表していない」「ただし江頭は（佐賀県のイメージダウンに繋がりそうだから）公表するな」など、半ば自虐的に語っているコミックソングである。
初回プレスは1万枚だったが、発売初日に完売し、一躍はなわの知名度を高めることとなった。発売週のオリコン週間シングルチャートでは初登場9位、翌週には最高位の5位を記録した。

## 収録曲
1. 佐賀県
ボキャブラ天国（家族の最終回直前スペシャル、続のスペシャル）で、2度キャブラーを目指す若手芸人によるコーナーに出演しこの曲の元にもなっている「佐賀県第1章」と「佐賀県第2章」のネタをした。
自身の出身地である佐賀県を、多少誇張しつつ自虐的に歌っている。はなわはこの曲でNHK紅白歌合戦に出場した。
PVには、原口あきまさ、当時の佐賀県知事（古川康）が出演。
2. 佐賀県（あこーすてぃっく）
3. 故郷（フィーチャリング CRY-叫-）
福山雅治はこの曲を聞いてはなわに興味を持ち、自身のラジオにゲストに呼んだ。またイベントで共演したときは、この曲のギターとブルースハープを担当した。
4. さびしいな
5. 佐賀県（はなわ いないばーじょん）